# Moonlite BunnyRanch

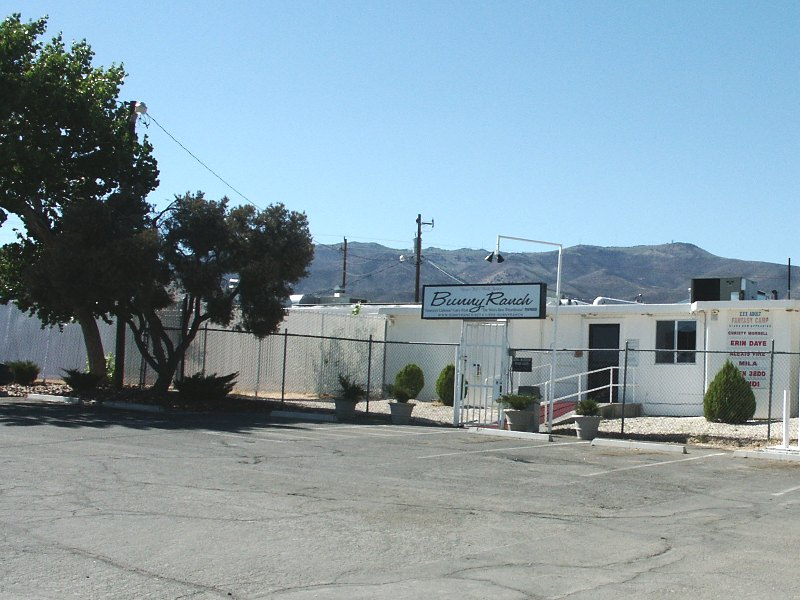
Moonlite BunnyRanch, 2006

Die Moonlite BunnyRanch (oft fälschlicherweise Moonlight, obwohl dies die korrekte Schreibweise der Straße ist, an der sich die Ranch befindet) ist ein legales, lizenziertes Bordell in Mound House (Lyon County (Nevada)) etwa sechs Meilen östlich von Carson City. Die „Ranch“ gehörte bis zu seinem Tod im Oktober 2018 Dennis Hof. Die BunnyRanch Two, eine Zweigstelle des Unternehmens, befindet sich eine Meile südlich von der Moonlite BunnyRanch.
Die BunnyRanch ist ein populäres Thema mehrerer Radio-Talkshows wie z. B. der Howard-Stern-Show.

## Geschichte
Das Bordell, das heute als Moonlite BunnyRanch bekannt ist, wurde im Jahre 1955 eröffnet. Es ging seinen Geschäften diskret nach, bis Nevada 1970 begann, die Prostitution in Bordellen zu regulieren. Dennis Hof, ein Kunde, kaufte das Unternehmen 1993 für eine Million US-Dollar und investierte weitere 500.000 US-Dollar in die Renovierung und Einrichtung.
Die BunnyRanch zollt ihrem Geschäft Tribut mit ihrer Adresse (69 Moonlight Road) und ihrer Telefonnummer (die mit 3825 endet, was auf einem Telefon mit Buchstaben F-U-C-K ergibt).
Hof kaufte später ein anderes, nahegelegenes Bordell, bekannt als die Madame Kitty’s Fantasy Ranch, etwa eine Meile entfernt. Nach einer kurzen Zeit unter dem geänderten Namen Kitty's Pussycat Lounge, entschied Hof im Jahr 2003, es erneut umzubenennen in BunnyRanch Two, um mehr Profit aus dem Markennamen „BunnyRanch“ zu schlagen.
Am 23. April 2001 erschien ein Artikel über Dennis Hof und die BunnyRanch in dem Magazin The New Yorker; am 8. Dezember 2002 wurde über die Ranch in der Sendung America Undercover Show Special: „Cathouse“ auf dem Sender HBO berichtet. Seit 2005 ist es das einzige Bordell, über das in „Cathouse: The Series“ wöchentlich auf HBO berichtet wird.
Die Pornodarstellerin Sunset Thomas hat von 2002 bis 2004 oder 2005 auf der Ranch gearbeitet, als sie die Beziehung mit ihrem damaligen Freund Dennis Hof beendete. Die Pornodarstellerin India war zeitweilig als Prostituierte im Bordell BunnyRanch tätig. Eine andere bekannte Darstellerin ist Air Force Amy, die mittlerweile die Ranch zu Gunsten eines Wettbewerbers verlassen hat. Divine Brown, die durch ihre Festnahme bei der Berufsausübung an dem Filmstar Hugh Grant bekannt wurde, hat ebenfalls auf der BunnyRanch gearbeitet. Weitere bekannte Personen, die auf der Ranch arbeiteten, sind Britney Amber, Kendra Jade, Suzi Suzuki und Teri Weigel.

## Trivia
- Im Juni 2003 verkündete Hof, die ersten 50 Soldaten, die vom Irakkrieg zurückkehren und auf der Ranch vorbeischauen, würden gratis bedient werden und für weitere 50 Tage alle Soldaten 50 % Rabatt bekommen. Ein ähnliches Angebot wurde Soldaten an Thanksgiving 2005 gemacht.
- Im Juli 2003 wurde der Mötley-Crüe-Sänger Vince Neil der Körperverletzung an einer Prostituierten beschuldigt.[2]
- Die portugiesische Rockband Bunnyranch benannte sich nach der Moonlite BunnyRanch.
- Dennis Hof starb am  Dienstag, den 16. Oktober 2018 in Crystal, Nye County, Nevada, Vereinigte Staaten zwei Tage nach seinem 72. Geburtstag.